# 合法賭博年齡
基於一個人心智成熟度的考量，需達到年齡門檻且限制行為能力以上，各國針對進行博弈行為或進入賭場的對象都設有一定的年齡門檻，主要分布在15歲～25歲之間（需限制行為能力以上）。年齡門檻並非賭場自己所決定，
而是由各國相關的博弈法規所規範的。若未達該年齡門檻進入，賭客及賭場將被處以高額罰款。

## 15歲
年滿15歲之人在冰島可以購買及兌領彩票。

## 16歲
英國、愛沙尼亞是允許年滿16歲之人購買及兌領彩票的國家。

## 18歲
在中華民國提領統一發票的獎金或是購買及兌領中華民國公益彩券，連同美國、菲律賓在內的大部分國家購買及兌領彩票通常必須年滿18歲，而一些國家，如：英國、法國、德國、荷蘭、盧森堡、瑞士、奧地利、摩納哥、義大利、西班牙、挪威、芬蘭、丹麥、冰島、波蘭、俄羅斯、澳大利亞、加拿大亞伯達省、曼尼托巴省及魁北克省或澳大利亞等地的賭場，抑或是香港地區的賽馬，也是要求必須達到這個歲數的人才能進去或在裡面工作。

## 19歲
少數一些國家，如：南韓、加拿大多數省分的賭場都規定年滿19歲者才能進入，其中加拿大英屬哥倫比亞省、新布藍茲維省、愛德華王子島省 、紐芬蘭及拉布拉多省購買及兌領彩票也要求年滿19歲。

## 20歲
瑞典、紐西蘭和日本、中華民國馬祖的賭場都要求年滿20歲的人才准許進入，而中華民國由台北富邦銀行發行的台灣運動彩券也同樣要求達到這個歲數的人才能購買及兌領。

## 21歲
許多世界知名的賭場都會要求這個歲數以上的人才能進入，如美國拉斯維加斯、大西洋城、比利時、愛沙尼亞、澳門、越南、馬來西亞、新加坡、印度尼西亞、埃及等地。在拉斯維加斯的賭場，兒童及青少年只能快速通過設有賭博遊戲的區域，逗留著將會被工作人員驅離抑或要求查看證件；而澳門賭場雖然不會主動查看進入人的證件，但門口的工作人員只要認為長相太過稚嫩的人，就會要求查看證件，年滿21歲者才准進入。比利時的賭場必須是會員才准進入。

## 23歲
希臘的賭場要求必須年滿23歲的人才能進入。

## 25歲
葡萄牙的賭場針對不同對象有不同的年齡規範，觀光客通常年滿18歲即可進入，本國人則要求必須年滿21歲才能進入，少數則會要求年滿25歲。

## 年齡門檻
一般來說，年齡門檻主要是依據各國的法定成年歲數而定，不同民情而有不同的成年標準，如：英國、澳大利亞，年滿18歲之成年人才准許進入賭場，或是日本及台灣規定進入賭場的人必須年滿原本成年定義的20歲；但有些國家賭場的入場年齡下限卻超過該國所定之成年標準，如：馬來西亞、新加坡、澳門、希臘、葡萄牙、美國拉斯維加斯及大西洋城、紐西蘭等，當地認為提高入場年齡的規定，有助於遏止青少年過早接觸博弈相關的活動，減少賭博成癮的問題發生。
兩個比較對比的作法是，德國早期將進入賭場的年齡定在21歲，但近期將年齡門檻降低至18歲，當地政府認為限制年齡並不是根本之道，從教育著手才是最好的辦法；澳門賭場在回歸中國前需年滿25歲年齡才可進入賭場，回歸中國後特區政府把門檻降低至年滿18歲即可進入，但2012年11月提高入場年齡至21歲。

## 外部連結
- 香港經濟日報